# 亞歷克西·斯勒梅爾
亚历克西·斯勒梅尔（英語：Alexis Lemaire，1980年—）是一个心算世界记录保持者，他从兰斯大学获得了计算机科学与人工智能博士学位，他还是计算100位和200位数字13次方根的心算世界纪录获得者。
2002年5月10日，他用了13.55秒就计算出了一个100位数字的13次方根，打破了Willem Klein 保持的88.8秒的纪录， 还打破了Gert Mittring 非官方的。(查看 13th root 和 ) 39秒的纪录。
2004年11月23日，Mittring试图打破亚历克西·斯勒梅尔的纪录，因为很难规范这项挑战，一个组织的规则已经决定不再承认随机数字方根的纪录了，所以Mi用时11.8秒的记录不被官方承认。在2004年12月17号，不到一个月后，亚历克西·斯勒梅尔打破了自己的纪录，用时3.625秒。该时间包括了他读、计算方根和重新确认该答案。他计算出了100位数字3,893,458,979,352,680,277,349,663,255,651,930,553,265,700,608,215,449,817,188,566,054,427,172,046,103,952,232,604,799,107,453,543,533的13次方根是45792573。
亚历克西·斯勒梅尔取得了这项成就后,就不再试图在计算100位数方根上提高自己的成绩了，而是转向了200位数方根的计算，并像规则页描述的那样进行了多次尝试。像运动员一样，他为了这项计算每天都进行训练。在2005年4月6号，他用8分33秒的时间久计算出了一个200位数的13次方根。
到了2007年7月30号，亚历克西·斯勒梅尔在牛津的科学历史博物馆把其用时缩短到了77.99秒，到了11月15号他的用时进一步减少到72.4秒。他最新的成就取得于2007年12月10号，他用70.2秒的时间就心算出了一个随机200位数字的13次方根。在伦敦科学博物馆，所谓的答案2407899883032220 产生了。
一台电脑被他用来计算200位数字的13次方根。博物馆数字计算馆的馆长Jane Wess说：“在他坐下后，一切都很安静，突然间他就很神奇的计算出来了。我认为这是用心算计算的最大数。他似乎具有庞大的的记忆力， 他还使他的人生很有追求。这一切发生的太神奇了。一小部分人具有这种超乎寻常的能力，当今也是屈指可数。”
Lemaire说：“他的心算成就在他所选择的领域人工智能方面也发挥了有效的应用。